# Врба (Жировница)
Врба (словен. Vrba) је насељено место у општини Жировница, Горењска регија, Словенија.

## Историја
До територијалне реорганизације у Словенији била је у саставу старе општине Јесенице.

## Становништво
У попису становништва из 2011. године, Врба је имала 203 становника.
| Број становника према пописима | Број становника према пописима | Број становника према пописима |
| ------------------------------ | ------------------------------ | ------------------------------ |
| 1991                           | 2002                           | 2011                           |
| 197                            | 196                            | 203                            |

## Познате личности
- Франце Прешерен, најзначајнији словеначки песник

## Галерија
- Родна кућа Францета Прешерна
- унутрашњост Прешернове куће
- спомен-плоча на Прешерновој кући
- „Врпска липа“, заштићени споменик културе
- Врба, у позадини Стол